# Gissel
För andra betydelser, se Gissel (olika betydelser).

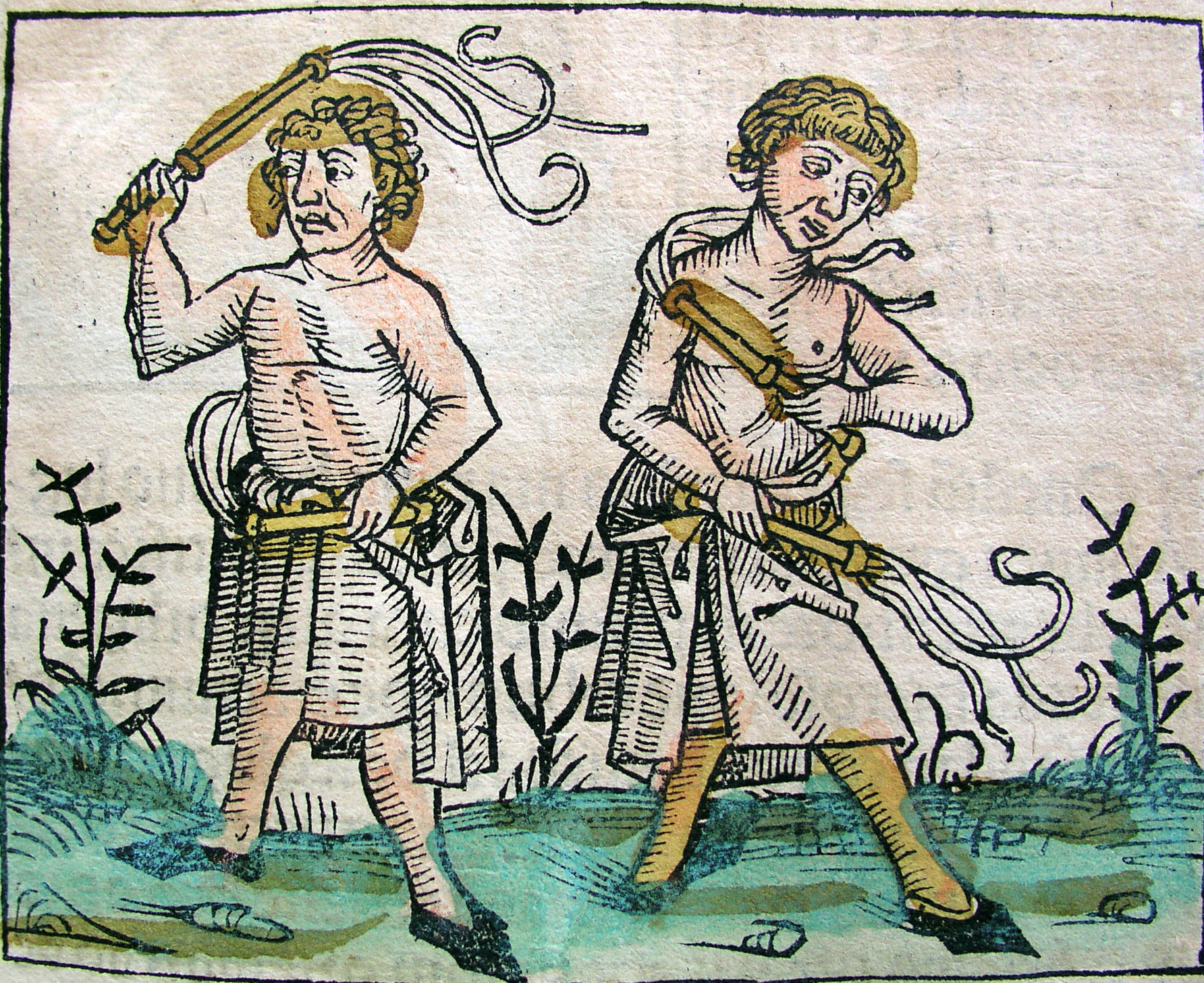
Flagellanter som gisslar sig.

Ett gissel är ett slags piska av läderremmar med metallstycken inflätade. Verbet av att piska med ett gissel är att gissla. Då Osiris avbildas har han ett gissel i ena handen. Ett gissel hör ihop med en så kallad krumstav (eller hekastav), som är en symbol för rikedom och makt. 
Ordet "gissel" är belagt i svenska språket sedan 1200-talet.
Att gissla är en variant av piskning, och praktiserades bland annat i Romarriket. Förbrytaren placerades i en position så att huden på ryggen var sträckt. Därefter piskades han/hon med en piska av läderremmar med metallstycken längst ut. Detta resulterade i att förbrytarens hud sprack.